# Daquan (sockenhuvudort i Kina, Xinjiang Uygur Zizhiqu, lat 44,36, long 85,58)
Daquan (kinesiska: 大泉, 大泉乡) är en sockenhuvudort i Kina. Den ligger i den autonoma regionen Xinjiang, i den nordvästra delen av landet, omkring 170 kilometer väster om regionhuvudstaden Ürümqi. Antalet invånare är 13 075. Befolkningen består av 6 248 kvinnor och 6 827 män. Barn under 15 år utgör 19,0 %, vuxna 15-64 år 73 %, och äldre över 65 år 6,0 %.
Runt Daquan är det glesbefolkat, med 16 invånare per kvadratkilometer. Närmaste större samhälle är Sandaohezi, 5,1 km sydost om Daquan. Trakten runt Daquan består i huvudsak av gräsmarker.
Genomsnittlig årsnederbörd är 287 millimeter. Den regnigaste månaden är juli, med i genomsnitt 53 mm nederbörd, och den torraste är februari, med 11 mm nederbörd.